# Caspar Stetzel
Caspar Stetzel (auch Kaspar Stetzel, Caspar Sturtzel; † 1603) war Bürgermeister und langjähriger Ratsherr der Stadt Görlitz.

## Biografie
Caspar Stetzel war den Quellen zufolge 1516 schon Ratsherr.
Am Abend des 18. oder 19. Septembers 1527 berichtete Johannes Hass, der am gleichen Abend sichere Kunde von einem Angriff der Tuchmacher auf den Rat am nächsten Morgen empfangen hatte aber selbst am frühen Morgen des nächsten Tages wegen einer Verabredung mit dem Rat von Zittau nach Löbau reiten musste, dem Caspar Stetzel davon, damit dieser es dem Bürgermeister Peter Thiele noch rechtzeitig erzählen möge.
1533 wurde Kaspar Schöppe.
Am 20. Mai 1538 am Reichenbacher Wald bei Markersdorf bat er mit den anderen zwei „alte[n] graue[n] Ratspersonen“ Johannes Hass und Oswald Meister, den König Ferdinand, der in Begleitung eines Zuges von 90 Personen der „ehrsamen Bürgerschaft“ sich als erster Oberlausitzer Landesherr seit 76 Jahren nach Görlitz begab, „untertänigst ‚mit Gnaden und Freuden‘ in die Stadt einzuziehen“.
Zur Zeit des Einzugs des Königs war der 1537 gewählte Franz Schneider Bürgermeister gewesen, aber noch im Jahr 1538 übernahm Caspar Stetzel das Görlitzer Bürgermeisteramt, 1542 ein weiteres Mal.
Mit dem Pönfall im Jahr 1547 aber war seine Stellung im Görlitzer Rat vorüber, wenngleich er von 1568 bis zu seinem Lebensende noch Ratsherr war.
Caspar Stetzel war mit der Witwe George Heldreichs verheiratet, dessen gleichnamiger Vater (Handelsherr; † 1549) Stetzels Haus am Obermarkt 31 (auch Fleischergasse 1) vor ihm besaß. Auch Juliane, die Schwester Georg Röslers Vater, ist als Caspars Ehefrau überliefert.
Stetzels Sohn Friedrich (Nachname auch Störtzel, Störtzelius; ⚭ Martha Schade; † nach 1617) studierte 1563 in Leipzig und wurde 1612 Pfarrer von Rothwasser und Kohlfurt. Friedrich Stetzels Voll- oder Halbschwester Anna (⚰ 25. Juli 1572) heiratete um 1560 den zwei Jahre zuvor nach Görlitz gekommenen Stadtphysicus Thomas Fritsch (* 21. Dezember 1524 in Oschatz; † 24. Oktober 1601 in Görlitz).
Caspar Stetzel führte nach der mutmaßlichen Mode der damaligen Zeit ein heute erhaltenes Tagebuch, wie es auch bei Scultetus und anderen Bürgermeistern der Fall ist.
Bewertet man Richard Jechts Überlieferung für Stetzels Sterbejahr 1603 als verlässlich, erreichte dieser ein Alter von über 100 Jahren. Schon im Jahr 1546, als er zur Zeit des Eintritts des Schmalkaldischen Krieges eigentlich für das Bürgermeisteramt vorgesehen war, trat er es wegen ‚schwachheit‘ nicht an.